# Begonia flexula
Espèce
Begonia flexula est une espèce de plantes de la famille des Begoniaceae.
L'espèce fait partie de la section Petermannia.
Elle a été décrite en 1923 par Henry Nicholas Ridley (1855-1956).

## Répartition géographique
Cette espèce est originaire d'Indonésie.